# 宮本正尊
宮本 正尊（みやもと しょうそん、1893年10月1日 - 1983年11月30日）は、仏教学者。号は「香雪」。

## 経歴
出生から修学期
1893年、新潟県で生まれた。大谷大学で学び、1918年に卒業。東京帝国大学文学部印度哲学梵文学科で学び、1921年に卒業。1924年にオックスフォード大学大学院に留学し、1928年に帰国。1929年にPh.D.を取得した。
仏教学者として
1928年に帰国し、東京帝国大学助教授に就いた。1942年に教授昇格。同年、学位論文『中道思想及びその発達』を東京帝大に提出して文学博士号を取得。
戦後の1949年からは名称変更に伴い東京大学文学部教授。1954年に東京大学を定年退官し、名誉教授となった。その後は早稲田大学教授となり、駒澤大学教授、東洋大学教授を兼任した。
学界では1951年に日本印度学仏教学会を創立し、理事長となった。1983年に理事長を退任し、以降名誉理事長。1983年に死去。

## 受賞・栄典
- 1966年：勲二等瑞宝章を受勲。

## 研究内容・業績
専門は仏教学で、中道思想を研究した。

## 著作
著書
- 『不動心と仏教』不動全集刊行会 1941
- 『中道思想及びその発達』法藏館 1944
- 『佛教学の根本問題』(1・3) 八雲書店 1943-1944
  - 改訂版『仏教学の根本問題：宮本正尊博士仏教学論集』同刊行会編、春秋社 1985
- 『佛教小観』北方出版社(顯眞叢書) 1948
- 『明治仏教の思潮：井上円了の事績』佼成出版社 1975
- 『宮本正尊博士の世界：人と思想』宮本正尊先生を偲ぶ会編、中山書房仏書林 1999

編・訳
- 『大乗仏教の成立史的研究』編、三省堂出版 1954
- 『仏教の根本真理：仏教における根本真理の歴史的諸形態』編、三省堂 1956
- 『国訳一切経』(和漢撰述 26,論疏部 6) 梶芳光運・泰本融共訳、大東出版社 1967

### 記念文集・回想
- 『印度学仏教学論集 宮本正尊教授還暦記念論文集』花山信勝・辻直四郎・結城令聞・中村元共編、三省堂出版 1954
- 『東方学回想Ⅵ 学問の思い出〈2〉』 東方学会編、刀水書房 2000[4]